# 53-я стрелковая бригада
53-я стрелковая Чудовская бригада — воинское соединение СССР в Великой Отечественной войне.

## История
Формировалась с октября 1941 года в Саратовской области. В конце ноября 1941 года разгрузилась в Коломне, 5 декабря 1941 года передислоцирована в Зарайск, 12 декабря 1941 года погружена в Зарайске в эшелоны и через Ярославль (21 декабря 1941) направлена на фронт.
В действующей армии с 18 декабря 1941 по 9 марта 1944 года.
В последние дни декабря 1941 года сосредоточилась по рубежу реки Волхов. Перед началом Любанской операции бригада находилась в резерве у станции Гряды в готовности развить успех на участке Дымно — Высокое и 7 января 1942 года в бою не участвовала.
Введена в бой только 15 января 1942 года из второго эшелона, переправилась через Волхов и вступила в бои за деревню Ямно. После взятия в ожесточённых боях укреплённого узла в деревне Ямно, 24 января 1942 года бригада проследовала к Любцам, на южном фланге горловины прорыва 2-й ударной армии, но затем переправлена для прикрытия правого, северного фланга прорыва, для обеспечения ударной группировки армии в виде 13-го кавалерийского корпуса, который продвигался к Любани. Бригада наступала вместе с корпусом, закрепляя позиции на его правом фланге, приняла участие в освобождении деревень Тигодский завод и Червино, но затем была остановлена у деревень Крапивно, Ручьи и Червинская Лука. К началу марта 1942 переместилась ближе к Красной Горке, подошла к деревне в 3,5 километрах юго-западнее её, перерезав железную дорогу Кингисепп — Чудово.
Ведёт там бои вплоть до начала операции по выводу из окружения 2-й ударной армии в мае 1942 года. На 1 июня 1942 года бригада насчитывала в своём составе 338 офицеров, 282 сержанта и старшины и 1011 рядовых, в течение конца мая — начала июня 1942 года отходит с арьергардными боями к Мясному Бору. В течение 19-25 июня 1942 года из кольца окружения прорвались прорвались приблизительно 150 человек. В течение лета 1942 года бригада восстанавливается в районе Малой Вишеры.
К сентябрю 1942 года бригада вошла в состав 4-го гвардейского стрелкового корпуса, с 8 сентября 1942 года вместе со 122-й танковой бригадой наступает на север, пытаясь расширить горловину прорыва, но успеха не достигла. Как и все части 2-й ударной армии попадает в окружение, с 27 сентября 1942 года, насчитывая списочно 1227 человек выходит из окружения, к 1 октября 1942 года вышла, насчитывая 1108 человек, при этом сохранив все 16 орудий (оставались во время наступления на восточном берегу реки Чёрная). Отведена в район Оломны для восстановления.
Перед операцией «Искра» насчитывала в своём составе 4305 человек. На первом этапе операции участия не принимала, вводилась в бой у Синявино в конце января 1943 года, после чего отправлена в резерв фронта, а затем передана в 4-ю армию и вплоть до октября 1943 года находится под Киришами.
В ходе Новгородско-Лужской операции бригада с 16 января 1944 года наступает на Грузинский плацдарм и затем, ведя бои с арьергардами противника — на Чудово, которое было освобождено 28 января 1944 года и бригада получила почётное наименование «Чудовской». Затем бригада прошла с боями до Оредежа и 12 февраля 1944 года, уже в составе 67-й армии принимала участие в освобождении Луги.
9 марта 1944 года бригада была расформирована.

## Подчинение
| Дата            | Фронт (округ)                                              | Армия             | Корпус                            | Примечания |
| --------------- | ---------------------------------------------------------- | ----------------- | --------------------------------- | ---------- |
| 01.11.1941 года | Приволжский военный округ                                  | -                 | -                                 | -          |
| 01.12.1941 года | Резерв Ставки ВГК                                          | 26-я армия        | -                                 | -          |
| 01.01.1942 года | Волховский фронт                                           | 2-я ударная армия | -                                 | -          |
| 01.02.1942 года | Волховский фронт                                           | 2-я ударная армия | -                                 | -          |
| 01.03.1942 года | Волховский фронт                                           | 2-я ударная армия | -                                 | -          |
| 01.04.1942 года | Волховский фронт                                           | 2-я ударная армия | -                                 | -          |
| 01.05.1942 года | Ленинградский фронт (Группа войск Волховского направления) | 2-я ударная армия | -                                 | -          |
| 01.06.1942 года | Ленинградский фронт (Волховская группа войск)              | 2-я ударная армия | -                                 | -          |
| 01.07.1942 года | Волховский фронт                                           | 2-я ударная армия | -                                 | -          |
| 01.08.1942 года | Волховский фронт                                           | 52-я армия        | -                                 | -          |
| 01.09.1942 года | Волховский фронт                                           | -                 | 4-й гвардейский стрелковый корпус | -          |
| 01.10.1942 года | Волховский фронт                                           | -                 | -                                 | -          |
| 01.11.1942 года | Волховский фронт                                           | 2-я ударная армия | -                                 | -          |
| 01.12.1942 года | Волховский фронт                                           | 2-я ударная армия | -                                 | -          |
| 01.01.1943 года | Волховский фронт                                           | 8-я армия         | -                                 | -          |
| 01.02.1943 года | Волховский фронт                                           | -                 | -                                 | -          |
| 01.03.1943 года | Волховский фронт                                           | 4-я армия         | -                                 | -          |
| 01.04.1943 года | Волховский фронт                                           | 4-я армия         | -                                 | -          |
| 01.05.1943 года | Волховский фронт                                           | 4-я армия         | -                                 | -          |
| 01.06.1943 года | Волховский фронт                                           | 4-я армия         | -                                 | -          |
| 01.06.1943 года | Волховский фронт                                           | 4-я армия         | -                                 | -          |
| 01.07.1943 года | Волховский фронт                                           | 4-я армия         | -                                 | -          |
| 01.08.1943 года | Волховский фронт                                           | 4-я армия         | -                                 | -          |
| 01.09.1943 года | Волховский фронт                                           | 4-я армия         | -                                 | -          |
| 01.10.1943 года | Волховский фронт                                           | 4-я армия         | -                                 | -          |
| 01.11.1943 года | Волховский фронт                                           | 4-я армия         | -                                 | -          |
| 01.12.1943 года | Волховский фронт                                           | 54-я армия        | 111-й стрелковый корпус           | -          |
| 01.01.1944 года | Волховский фронт                                           | 54-я армия        | 115-й стрелковый корпус           | -          |
| 01.02.1944 года | Волховский фронт                                           | 54-я армия        | 115-й стрелковый корпус           | -          |
| 01.03.1944 года | Ленинградский фронт                                        | 8-я армия         | -                                 | -          |

## Командиры
- Раковский, Василий Степанович (30.10.1941 — 17.01.1942), генерал-майор
- Гаврилов, Михаил Филиппович (16.01.1942 — 21.03.1942), генерал-майор
- Ларичев, Андрей Николаевич (01.05.1942 — 24.05.1942)
- Маньковский, Иван Семёнович (26.05.1942 — 29.06.1942), подполковник, пленён 29.06.1942, освобождён в мае 1945
- Кузьменко, Филипп Семёнович (с 03.07.1942)
- Соболь, Иван Дорофеевич (05.07.1942 — 23.09.1942), отстранён
- Горохов, Александр Александрович (20.09.1942 — 07.01.1943)
- Савченко, Герасим Михайлович (17.10.1942 — 03.04.1943)
- Елшинов, Михаил Сергеевич (04.05.1943 — 25.05.1944)